# Франческа Піччініні
Франческа Пічініні (італ. Francesca Piccinini; 10 січня 1979, Масса) — італійська волейболістка, догравальний. Чемпіонка світу і Європи. Володар Кубка світу. Учасниця чотирьох волейбольних турнірів на Олімпійських іграх (2000, 2004, 2008 і 2012). Семиразова переможниця Ліги європейських чемпіонів. Володарка Кубка виклику ЄКВ.

## Клуби
| Роки      | Команди                            |
| --------- | ---------------------------------- |
| 1991–1993 | «Робур Масса»                      |
| 1993–1995 | «Каррарезе» (Каррара)              |
| 1995–1996 | «Реджо-Емілія» (Реджо-нель-Емілія) |
| 1996–1997 | «Модена»                           |
| 1997–1998 | «Спеццано» (Фйорано-Моденезе)      |
| 1998–1999 | «Рексона» (Куритиба)               |
| 1999–2012 | «Фоппапедретті» (Бергамо)          |
| 2012–2013 | «К'єрі Торіно»                     |
| 2013–2015 | «Лю-Джо Воллей» (Модена)           |
| 2015–2016 | «Помі» (Казальмаджоре)             |
| 2016–2019 | «Ігор Горгонзола» (Новара)         |
| 2019–2021 | «Унет Е-Ворк» (Бусто-Арсіціо)      |

## Досягнення
- Чемпіонат світу

 Перше місце (1): 2002
- Чемпіонат Європи

 Перше місце (1): 2009

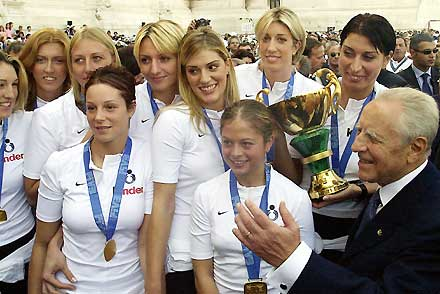

 Друге місце (2): 2001, 2005
 Третє місце (1): 1999
- Всесвітнє гран-прі

 Друге місце (2): 2004, 2005
 Третє місце (3): 2006, 2008, 2010
- Кубок світу[en]

 Перше місце (1): 2007
- Всесвітній кубок чемпіонів

 Перше місце (1): 2009
- Ліга чемпіонів ЄКВ

 Перше місце (7): 2000, 2005, 2007, 2009, 2010, 2016, 2019
 Друге місце (1): 2002
 Третє місце (2): 2003, 2006
- Клубний чемпіонат світу[en]

 Третє місце (1): 2010
- Кубок виклику ЄКВ

 Перше місце (1): 2004
- Чемпіонат Італії[it]

 Перше місце (5): 2002, 2004, 2006, 2011, 2017
 Друге місце (2): 2001, 2005
- Кубок Італії[it]

 Перше місце (3): 2006, 2008, 2019
 Друге місце (8): 2001, 2002, 2004, 2005, 2010, 2011, 2015, 2020
- Суперкубок Італії

 Перше місце (2): 2004, 2011
 Друге місце (4): 2001, 2002, 2005, 2008

## Статистика
Статистика на літніх Олімпійських іграх і чемпіонатах світу:
| Рік    | Турнір           | Ігри | Сети | Очки | Ср.  | Місце | Примітки |
| ------ | ---------------- | ---- | ---- | ---- | ---- | ----- | -------- |
| 2000   | Олімпійські ігри |      |      |      |      | 9     |          |
| 2004   | Олімпійські ігри | 4    | 12   | 45   | 3,75 | 5     |          |
| 2008   | Олімпійські ігри | 5    | 18   | 54   | 3    | 5     |          |
| 2012   | Олімпійські ігри | 5    | 7    | 25   | 3,57 | 6     |          |
| Всього | Всього           | 14   | 37   | 124  | 3,35 |       |          |
| 1998   | Чемпіонат світу  |      |      |      | ,    | 5     |          |
| 2002   | Чемпіонат світу  | 9    | 33   | 111  | 3,36 | 1     |          |
| 2006   | Чемпіонат світу  | 10   | 31   | 121  | 3,9  | 4     |          |
| 2010   | Чемпіонат світу  | 9    | 32   | 116  | 3,63 | 5     |          |
| 2014   | Чемпіонат світу  | 9    | 21   | 49   | 2,33 | 4     |          |
| Всього | Всього           | 37   | 117  | 397  | 3,39 |       |          |